# Kristellermanoeuvre

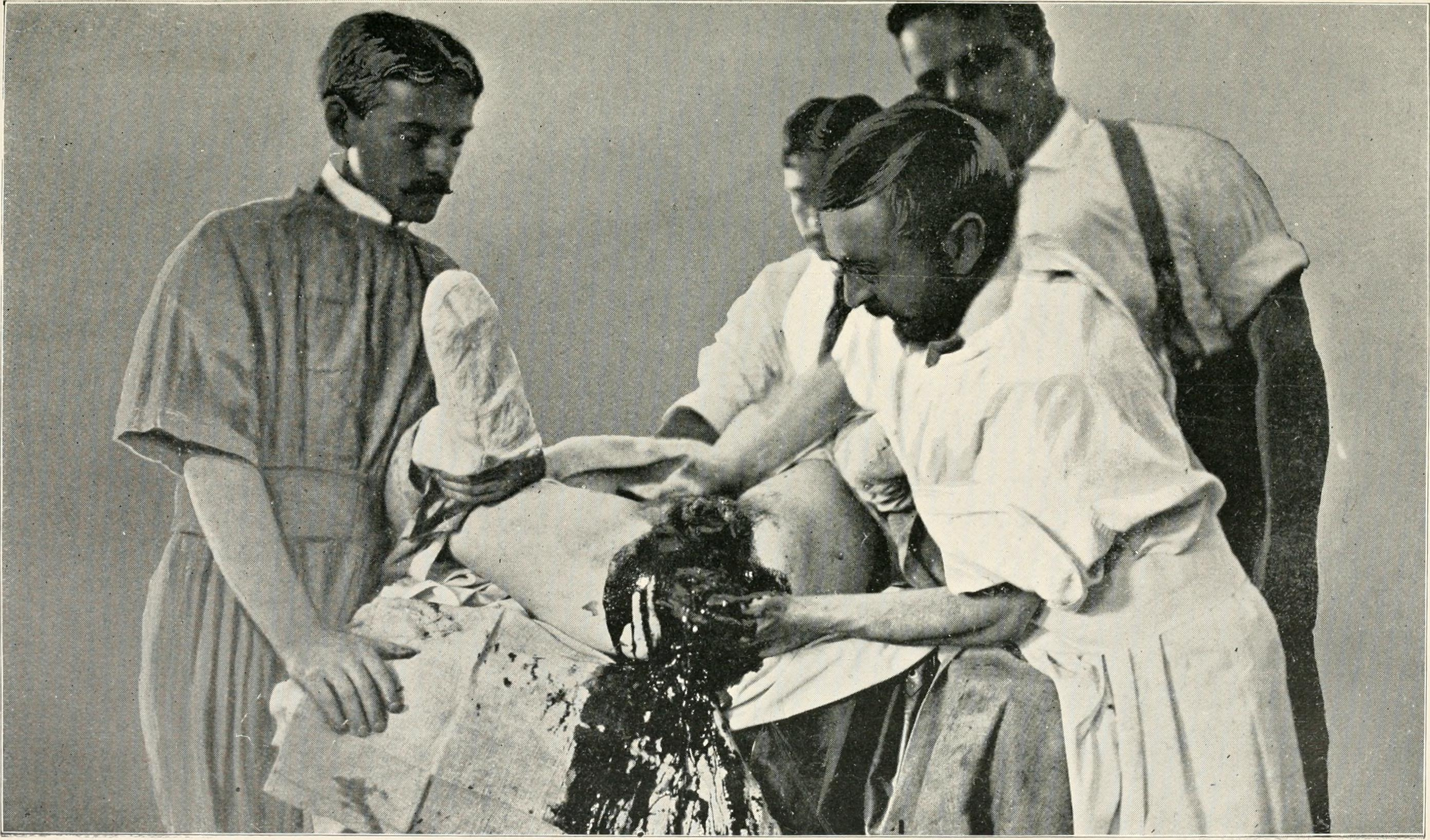
Het uitoefenen van suprapubische druk. Kristellermanoeuvre: rechterhand van de verloskundige en perineale bescherming met linkerhand

De kristellermanoeuvre is een omstreden methode waarmee de geboorte van het kind versneld wordt door tijdens de weeën in de uitdrijvingsfase druk uit te oefenen op het dak van de baarmoeder (fundus uteri). De manoeuvre mag tijdens de laatste uitdrijvingsweeën alleen worden gebruikt als het hoofd van het kind zichtbaar is. Door verloskundigen wordt er kritisch naar gekeken: de druk op de bovenbuik wordt door de bevallende vrouw vaak als onaangenaam ervaren en gaat gepaard met medische risico’s.
De Wereldgezondheidsorganisatie (WHO) raadt het gebruik van het kristellermanoeuvre af; deskundigen van de WHO uitten hun ernstige bezorgdheid omdat moeder en baby tijdens deze procedure schade kunnen oplopen. Op het congres van de Duitse vereniging voor gynaecologie en verloskunde in 2010 waren er verschillende waarschuwingen tegen de kristellermanoeuvre vanwege de aanzienlijke risico's. Omdat er nog steeds weinig wetenschappelijk onderbouwde kennis over de procedure bestaat, lijkt de maatregel meer op een hectische daad van wanhoop in het geval van een ingewikkelde bevalling.
De methode is vernoemd naar de gynaecoloog Samuel Kristeller (1820–1900), die deze in 1867 beschreef.

## Indicaties
- Het optreden van een gevaarlijke situatie voor het ongeboren kind (hypoxie);
- Het persen makkelijker maken als de moeder uitgeput is;
- als onderdeel van Brachts manoeuvre in stuitligging;
- vergemakkelijking van de bevalling met behulp van vacuümextractie of een verlostang;
- veranderd/uitgesteld verloop van de bevalling onder epidurale anesthesie;
- (zelfs bij niet volledige ontsluiting) ter ondersteuning van andere maatregelen zoals amniotomie, inwendig cardiotocogram (CTG), microbloedonderzoek en keizersnede.

## Absolute contra-indicaties
- schouderdystocie - de schouder van het kind is vastgeklemd achter het schaambeen van de moeder; er bestaat een risico op een laesie van de plexus brachialis)
- Niet volledig ontsluiting en/of hoofd niet in de bekkenbodem/bekkenuitgang

## Relatieve contra-indicaties
- Fundus placenta (locatie van de placenta in de fundus uteri);
- onvoldoende weeën;
- eerdere keizersnede;
- weeënstorm, dreigende baarmoederruptuur

## Complicaties/risico's
- avulsie van de levator ani op het schaambeen (levator-avulsie)
- leverruptuur
- breken van de ribben van de moeder
- placentaloslating
- baarmoederruptuur
- ruptuur van de vulva
- hersenschade (bij de baby)
- armverlamming (bij de baby)